# Марк Юній Брут (зять Тарквінія Пріска)
Марк Юній Брут (лат. Marcus Junius Brutus) — державний діяч Римського царства, зять п'ятого царя Тарквінія Пріска та батько засновника Римської республіки Луція Юнія Брута.
Марк Юній Брут належав до патриціанського роду Юніїв і був одружений з Тарквінією, дочкою царя Тарквінія Пріска та німфи Танаквіль. Подружжя мало двох синів Марка та Луція. За наказом царя Тарквінія Гордого, Марк Юній Брут разом зі своїм однойменним сином були страчені. Згодом молодший син Луцій став одним з організаторів повстання проти царської влади.